# 특수국경군
특수 변경 부대(Special Frontier Force, SFF)는 주로 인도 내 티베트 난민과 구르카로 구성된 준군사조직 인도 특수부대 부대이다. 이 부대는 1962년 인도-중국 전쟁 이후 중국과의 또 다른 전쟁이 발생할 경우 중국 전선 뒤에서 비밀 작전을 수행하기 위해 창설되었다. 이후 규모와 작전 범위가 확대되었다.
SFF는 역사적으로 방글라데시 독립 전쟁과 카르길 전쟁을 포함한 인도의 주요 대외 전쟁에서 싸웠다. 또한 블루스타 작전을 비롯한 내부 보안 작전에 참여했으며, 1975년부터 1977년까지 비상사태 동안 야당을 진압하기 위해 인디라 간디 총리의 "개인 부대" 역할을 하기도 했다. 2020년 인도-중국 국경 분쟁을 포함한 중국 국경 작전에도 참여했다.
우타라칸드주 차크라타에 본부를 두고 있는 이 부대는 정보국(IB)의 직접적인 감독을 받았고, 이후 인도의 대외 정보기관인 조사분석원(R&AW)의 감독을 받았다. 이 부대는 인도 육군의 일부는 아니지만, 자체적인 계급 구조, 지침 및 훈련 인프라를 가지고 육군의 작전 통제 하에 기능한다. 이 부대는 인도 육군 소장 계급에서 선발되어 총리실에 직접 보고하는 사찰감(SFF)이 이끄는 내각 비서실 보안 총국의 권한 아래에 있다.

## 역사

### 영국령 인도 전신
티베트인들은 현대 인도 육군의 역사만큼이나 오랫동안 인도 육군의 일부였다. 그레이트 게임 당시 영국령 인도 육군은 인도 북부와 티베트 본토에서 티베트인들을 스파이, 정보 요원, 심지어 비밀 민병대로 고용하기 시작했다.

### 1950년대 IB 및 CIA 훈련
인도 독립 당시, 인도의 북부 산악 지대는 아대륙에서 가장 고립되고 전략적으로 간과된 영토로 남아 있었다. 1950년대에 미국 중앙정보국(CIA)과 인도 정보국(IB)은 네팔 무스탕에 무스탕 기지를 설립하여 티베트인들을 유격전 훈련시켰다. 무스탕 반군들은 1959년 티베트 반란 당시 제14대 달라이 라마를 인도로 데려왔다. 티베트에서 일했던 전 CIA 요원 존 케넷 크나우스는 SFF 창설을 IB 국장 볼라 나트 물릭의 공로로 돌렸다. 뉴욕 주립 대학교 역사학 교수 A 톰 그룬펠드에 따르면, 12,000명의 티베트인들이 미국 육군 특전부대에 의해 훈련받았으며 미국 연방 정부로부터 부분적으로 자금을 지원받았다. 그러나 미국과 중앙 티베트 행정부 모두 SFF에 아무런 영향력을 행사하지 않는다.
모집된 대부분의 티베트인들은 오키나와 가데나 공군 기지에서 비밀리에 훈련을 받기도 했다.

### 창설

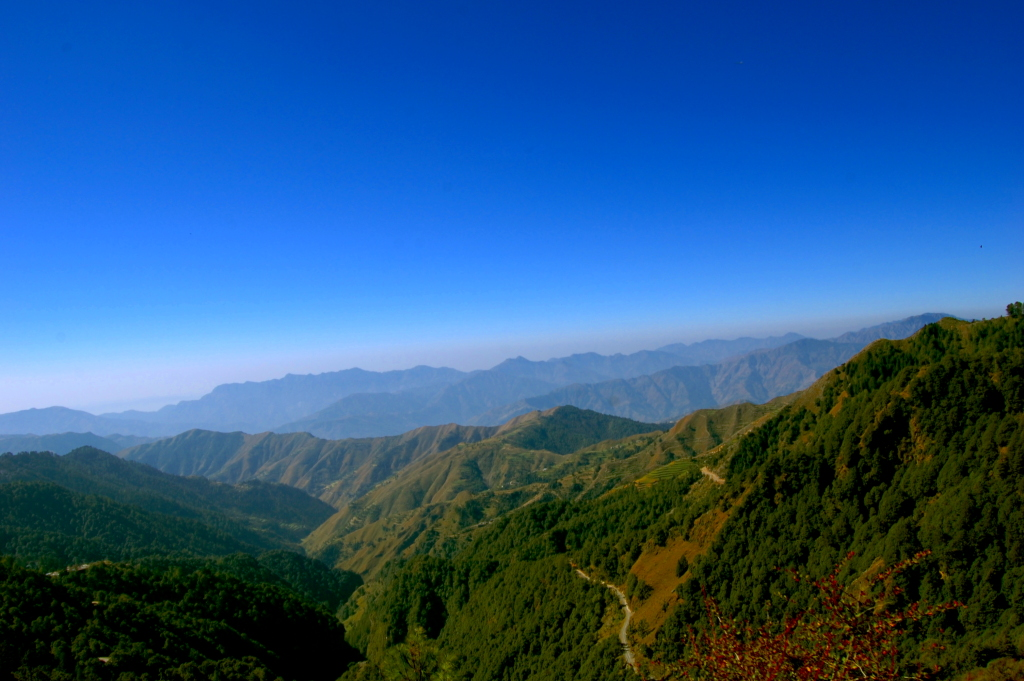
차크라타, 우타라칸드는 SFF 요원들이 은신 전투 및 정찰 기술을 훈련하는 곳이다.

티베트 난민과 중국에 대항하는 티베트 저항군으로 구성된 특수 부대를 창설하자는 아이디어는 K. S. 티마야 장군이 1957년 5월부터 1961년 5월까지 인도 육군을 이끌었을 때 처음 제기되었다. 인도-중국 전쟁 중이던 1962년 말, IB 국장 볼라 나트 물릭과 제2차 세계 대전 참전 용사 비주 파트나이크의 활발한 로비 끝에 자와할랄 네루 정부는 정예 코만도 부대와 특수 산악 사단의 창설을 명령했다.
SFF의 주요 임무는 중국 인민해방군 육군에 대한 방어뿐만 아니라 중국 국경을 따라 비밀 정보 수집 및 코만도 작전을 수행하는 것이다. 추시 강드룩 지도자들은 이 새로운 부대에 캄파족을 모집하기 위해 접촉되었다. 초기 병력은 5,000명이었으며, 대부분은 데라둔 시에서 100km 떨어진 차크라타에 있는 새로운 산악 훈련 시설에서 모집된 캄파족이었다.
이 부대는 처음에 초대 사찰감이었던 제2차 세계 대전 당시 영국군 왕립 포병대 제22산악연대를 지휘했던 수잔 싱 우반 소장의 이름을 따서 군사 및 정보 공동체 내에서 22부대로 알려졌다. 우반은 또한 전쟁 중 북아프리카에서 장거리 사막 그룹(LRDS) 비행대를 지휘했다. SFF는 히말라야산맥 기슭에 위치한 산악 마을인 차크라타에 본부를 두었으며, 이곳에는 많은 티베트 난민들이 살고 있었다. 5,000명의 병력으로 시작하여 SFF는 6개월 동안 암벽 등반 및 유격전 훈련을 시작했다. 초기 훈련은 정보국 특수작전 부대에서 진행했다. R&AW와 CIA는 모두 부대 창설을 도왔다.
같은 시기에 인도 정부는 유사한 방식으로 라다크 스카우트와 누브라 가드 준군사조직을 창설했다. 많은 SFF 대원들은 구르카 소총부대에서도 흡수되었다. SFF는 나중에 특별 서비스국에 편입되었다. 1963년 말까지 군부대 간의 경쟁으로 인해 인도 육군의 심각한 비판에 직면했다. SFF의 가치를 증명하기 위해 사찰감은 SFF 대원 120명을 육군과의 가루다 작전이라는 야전 훈련에 보냈다. 이 훈련은 SFF에게 극적인 성공을 거두었으며, 육군은 이제 부대에 대한 비판을 덜 하게 되었다. 그러나 이 부대는 티베트인들의 대량 탈영과 같은 다른 문제에 직면했다. 티베트인 신병들은 국경에서 목숨을 거는 것보다 밀수가 훨씬 쉬운 돈벌이 방법임을 알게 되었다.
1964년 SFF는 사찰감의 지휘 하에 아그라에서 공수 훈련을 시작했다. 이후 SFF는 사르사와 공군 기지에서 자체 공수 훈련 프로그램을 시작했다. 1967년 22부대는 확장되어 특수 변경 부대로 개편되었다. 1968년 항공 연구 센터(ARC)의 도움으로 SFF는 공중 수송 시설을 제공받았고, 산악 및 정글전 전담 부대가 되어 완전한 공수 자격을 갖추게 되었다.

### CIA 지원 및 철수
SFF의 무기는 모두 미국에서 제공했으며, 주로 M-1, M-2, M-3 기관총으로 구성되었다. 중화기는 제공되지 않았다. 미국 정부는 1970년대 초 냉전 기간 동안 인도와의 관계가 악화되면서 훈련 프로그램에서 CIA를 철수시켰으며, 중소 분쟁과 리처드 닉슨의 1972년 중국 방문으로 양국 관계 개선을 위해 노력했다. 이 부대는 1965년 히말라야 난다 데비 산에서 제한적인 국경 정찰 임무와 CIA와의 고도로 기밀적인 공동 작전을 수행했다.

## 대대 및 구성
SFF는 1 비카스, 2 비카스, 3 비카스, 5 비카스, 6 비카스, 7 비카스 등 총 6개의 대대를 보유하고 있다. 각 대대는 약 800명의 병력을 가지고 있다. 6개 대대는 대령 계급의 인도 육군 장교들이 지휘한다. 각 대대에는 최소 5명 이상의 다른 인도 육군 장교가 있다. SFF의 수장인 사찰감(SFF)은 소장 계급의 장교이다. 특수부대 또는 4 비카스는 R&AW 산하의 별도 지휘 체계로 운영된다. 역사적으로 1960년대 후반에 SFF는 행정 목적으로 6개 대대로 조직되었다. 과거에는 6개 중대로 구성된 각 대대가 인도 육군의 중령에 해당하는 계급을 가진 티베트인이 지휘했다. 티베트인 소령 또는 대위가 각 중대를 지휘했으며, 이 중대는 작전의 주요 단위로 사용되었다. 1980년대 이후 티베트인에게 인도 육군 위임장을 수여하는 관행은 중단되었다.
민족적으로 이 부대는 티베트인과 네팔의 구르카가 혼합되어 있다. 티베트인 병사들은 2018년 85,000명으로 감소하고 있는 인도의 티베트인 인구 중에서 모집된다. 티베트인 인구 감소로 인해 SFF에 가입하는 티베트인 수가 줄어들면서, 부대는 더욱 다양한 민족으로 구성되게 되었다. 구르카족은 1965년부터 SFF에 모집되었다. 티베트인들은 현재 병사 및 비장교로 복무하며, 과거에는 장교 위임장을 받기도 했다. 여성들도 특수 작전뿐만 아니라 통신 및 의료 부대에도 모집된다.

## 계급
특수 변경 부대는 다른 인도 준군사 조직과는 다른 군사 계급 휘장 체계를 유지한다.
장교
틀:Ranks and Insignia of Non NATO Armed Forces/OF/Blank틀:Ranks and Insignia of Non NATO Armies/OF/India (Special Frontier Force)
하사관 및 병
틀:Ranks and Insignia of Indian forces/OR/Blank틀:Ranks and Insignia of Non NATO Armies/OR/India (Special Frontier Force)

## 작전
SFF는 주로 인도-중국 국경을 따라 비밀 작전을 염두에 두고 창설되었지만, R&AW와 인도 정부에 의해 다양한 비밀 및 공개 작전 전역에 배치되었다. 부대장 텐진 노르부는 사후에 영토군 아삼 연대 제119 보병 대대에 의해 표창을 받았으며, 시아첸 빙하에서의 공로로 나렌드라 모디 총리가 서명한 인도 정부 기념패를 받았다.

### 파키스탄

#### 1971년 인도-파키스탄 전쟁

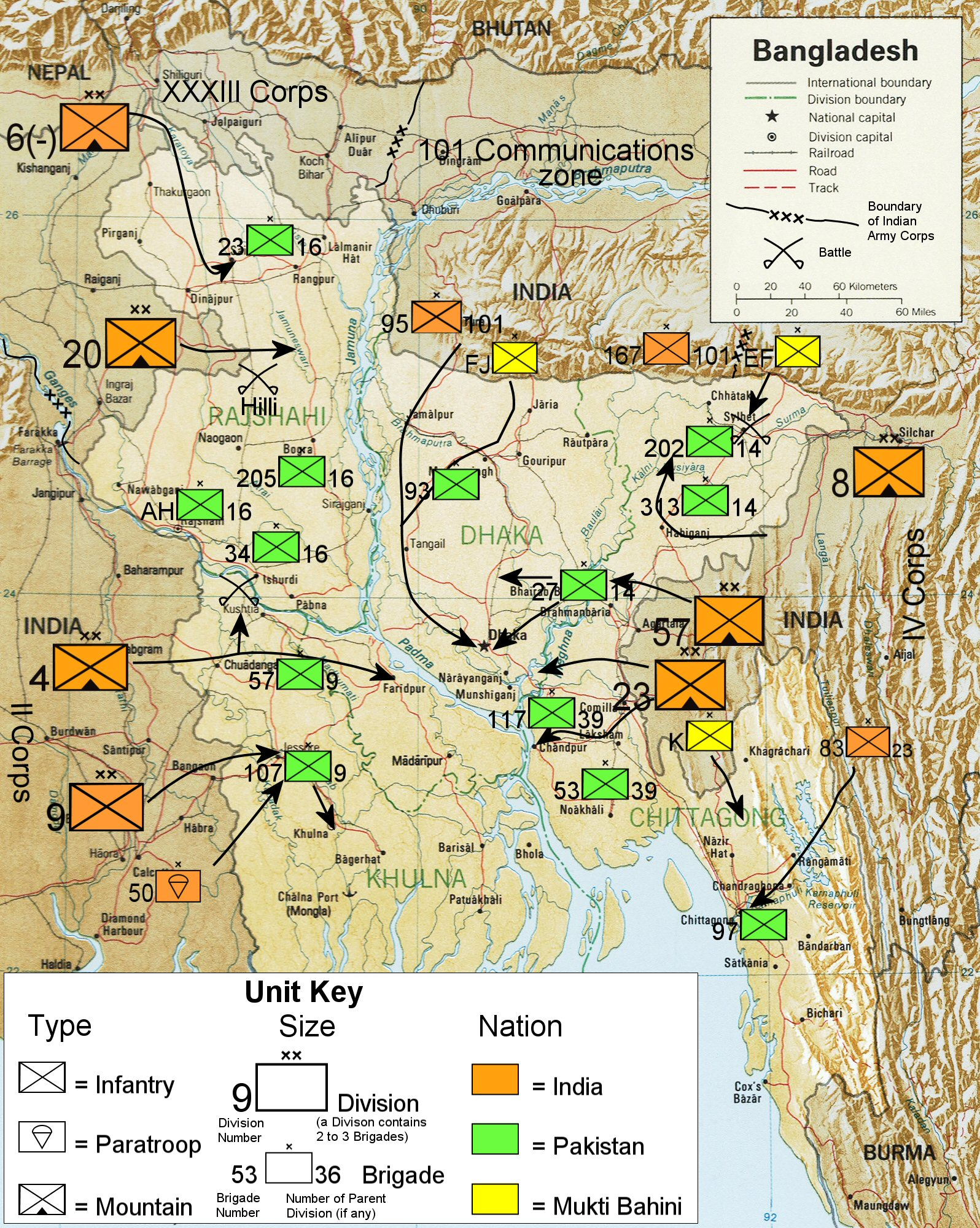
전쟁 중 군사 부대 및 병력 이동을 보여주는 그림

SFF는 방글라데시 독립 전쟁 중 주요 전투 작전에 참여했다. 1971년 4월, 동부 사령부는 작전 지침 52를 시작했다. SFF는 비재래전을 수행하고, 해방 운동을 지지하기 위해 동파키스탄 사람들을 결집시키며, 파키스탄 육군의 병참 능력을 손상시키는 임무를 맡았다. 1971년 10월 말부터 11월까지 부대 일부가 미조람주로 파견되었다. 약 3,000명의 SFF 태스크포스 대원들이 치타공 구릉지대를 따라 인도 육군 편성을 지원하고 무지브 바히니라는 지역 지하 부대를 훈련시키기 위해 선제타격을 수행하기 위해 배치되었다.
국경을 넘는 공격이 빈번해지자 SFF는 치타공 구릉지대를 공격하라는 명령을 받았다. 방글라데시 작전은 산악 독수리 작전으로 명명되었고, SFF 대원들은 불가리아제 AK-47과 미국제 기총을 지급받았다. 이 작전에서는 SFF 태스크포스 일부를 지휘하는 티베트 여단장급 다폰이 처음으로 등장했다.
전쟁이 임박하자 SFF는 캅타이 댐과 기타 전략적 가치가 있는 다리 파괴를 포함한 여러 임무 계획을 성공적으로 실행했다. 사찰감은 SFF를 사용하여 제2의 도시 치타공을 점령해야 한다고 촉구했지만, 뉴델리의 군사 기획자들은 이 부대가 포병 지원과 공수 능력이 부족하여 그러한 규모의 임무를 수행할 수 없었기 때문에 이 아이디어를 지지하지 않았다. 3주간의 국경 전투 후, SFF는 6개 대대를 3개 열로 나누어 1971년 12월 3일 동파키스탄으로 진격했다. 티베트인들은 박격포와 무반동총과 인도 공군의 밀 Mi-4 헬리콥터 2대를 지원받아 치타공 구릉지대의 여러 마을을 점령했다. 공중 작전은 발라소르의 항공 연구 센터(ARC)에서 담당했다.
1971년 11월 14일 밤 치타공 구릉지대 숲에서 브리게이드 돈두프 갸토트상(Dhondup Gyatotsang)이 산악 독수리 작전 중 파키스탄 육군의 특수 서비스 그룹과의 교전 중 전사했다. 다카 함락과 1971년 12월 16일 A.A.K. 니아지 중장의 항복으로, SFF는 49명이 사망하고 거의 190명이 부상을 입었다. SFF는 이후 제2 포병 여단, 제3 구르카 소총대 제1 대대, 비하르 연대 제11 대대로 구성된 해상 원정 태스크포스와 합류하여 동파키스탄군이 미얀마로 탈출할 수 있는 잠재적 경로를 차단할 수 있었다. 그들은 또한 파키스탄 제97 독립 여단과 제2 코만도 대대 대원들을 치타공 구릉지대에서 저지했다. 그들의 용맹과 용기에 대해 SFF 태스크포스 대원 580명은 인도 연방 정부로부터 현금 포상을 받았다. 그들의 신속한 비밀 작전 능력은 이 부대에 치타공의 유령이라는 별명을 안겨주었다.

#### 카르길 전쟁
SFF는 카르길 전쟁에 참전했으며, 이 공로로 아탈 비하리 바지파이 총리로부터 표창장을 받았다.

### 중국

#### 냉전
2004년 8월 7일, 정보 보고서에 따르면 중국이 신장 위구르 자치구의 롭 노르 핵시설에서 핵무기 실험을 준비하고 있었다. 1964년 10월 16일, 중국은 실제로 신장 위구르 자치구에서 핵무기 실험을 했다. 이는 예상되었지만, 충분한 세부 정보는 알려지지 않았다. 이후 1964년 11월, CIA는 오리사주의 항공 연구 센터(ARC) 차르바티아 공군 기지에서 U2 비행을 시작했지만, 귀환 과정에서 문제가 발생했다. 록히드 U-2는 활주로를 벗어나 계절풍으로 인한 진흙탕에 박혔다. 당시 좌익의 영향을 많이 받아 미국에 적대적이었던 인도 언론에 눈에 띄지 않고 이를 빼내 인도를 벗어나는 것은 또 다른 비밀 작전이었다. 이로 인해 모든 관련자들이 크게 놀랐고, 다른 기술적 수단에 의존하기로 결정했다.
CIA는 이에 따라 R&AW와 함께 전자정보 (ELINT) 작전을 시작하여 중국의 핵실험을 추적하고 미사일 발사를 감시하기로 결정했다. 난다 데비 산으로의 등반 탐험을 가장한 이 작전에는 유명한 인도 등반가 M. S. 콜리가 SFF 및 CIA 요원 (가장 주목할 만한 인물은 STOL 베테랑 조종사 짐 라인)과 함께 참여하여, 플루토늄 배터리로 구동되는 송수신기를 장착한 영구적인 ELINT 장치를 설치하여 중국이 수행하는 미래 핵실험에 대한 데이터를 탐지하고 보고할 수 있도록 했다. 감시 장치를 설치하는 계획은 워싱턴 D.C.의 내셔널 지오그래픽 협회 사무실에서 멀리 떨어진 곳에서 고안되었다. 잡지 사진작가 배리 비숍은 미국 공군의 커티스 르메이 장군을 이 아이디어에 관심을 갖게 했다.
실제 작업은 핵 SNAP 19C 전원팩 연료전지로 구동되는 영구적인 ELINT 장치를 배치하는 것이었다. 등반 탐험을 위장한 콜리 주도의 SFF 팀이 이 장치를 난다 데비에 배치하려는 첫 시도는 악천후로 인해 팀이 후퇴해야 했고, 장치를 25,645피트 봉우리 바로 아래의 작고 표시 없는 산 동굴에 남겨두면서 실패했다. 다음 해에 콜리 주도의 또 다른 원정대가 장치를 회수하러 돌아왔을 때, 장치가 사라진 것을 발견했다. 그 동안 중국은 핵무기뿐만 아니라 탄도 미사일도 정기적으로 계속 시험했다. 정보 수집의 긴급성은 그 어느 때보다도 컸다.
1967년 난다코트산에 유사한 장치를 설치하기 위한 또 다른 임무가 시작되었다. 이 임무는 성공적이었지만, 몇 년 후 또 다른 문제가 발생했다. 눈이 안테나 위에 쌓여 작동을 방해하는 것이었다. 그래서 콜리와 SFF 팀은 다시 파견되어 장치를 회수했다. 이번에는 성공적으로 회수했다. 1967년 10월 중국은 6,000마일 떨어진 목표물에 도달할 수 있는 ICBM을 시험하기 시작했다. 더 많은 정보를 알아내야 할 긴급성이 다시 대두되었다. 그래서 SFF 등반가들은 1969년 12월에 한 번 더 임무를 수행하여 중국이 통제하는 지역에 가스 구동 장치를 성공적으로 설치했다. 그러나 다음 해에는 미국이 TRW의 1세대 정찰 위성을 방위 지원 프로그램 하에 배치하여 더 이상 구형 ELINT 장치에 의존할 필요가 없었다.

#### 2020년 인도-중국 국경 분쟁
중국 인민해방군 서부전구 육군 병력과의 충돌 중, 인도 육군 북부 사령부는 눈표범 작전을 시작했다. 핵심 팀을 구성한 SFF는 구룽 언덕, 레장 라 주변에서 인도 육군과 합동 작전을 수행했으며, 판공호 남쪽 산악 지대의 고지대 점령 작전에도 참여한 것으로 보고되었다. 또 다른 사건에서는 인도 육군의 공식 성명에서 다음과 같이 밝혔다: "인도군은 판공호 남안에서 이 PLA 활동을 선제적으로 저지했고, 우리 진지를 강화하고 중국이 일방적으로 현장 상황을 바꾸려는 의도를 저지하기 위한 조치를 취했다." 이 작전 중 2020년 9월 1일, 니마 텐진 중대장이 실질통제선(LAC)을 따라 정찰 임무를 수행하던 중 지뢰 폭발로 사망했다. 2021년 1월 26일, 체링 노르부(Tsering Norbu)는 눈표범 작전의 공헌과 성공적인 수행으로 "표창"을 받았다.

## 같이 보기
- 인도 특수부대